# Alpheus firmus
Alpheus firmus  (лат.) —  вид креветок из семейства Alpheidae.

## Ареал
Восточная часть Тихого океана (около Панамы, включая вход в Панамский канал). Встречаются на глубинах от 0 до 1 м (приливная зона каменистых и песчаных побережий).

## Описание
Мелкие ракообразные, длина тела до 35 мм. Основная окраска буровато-розовая. Рострум мелкий. Свободноживущий вид, встречающийся под камнями. Таксон A. firmus принадлежит к видовой группе Edwardsii species group внутри рода Alpheus и морфологически сходен с видами Alpheus heterochaelis и Alpheus pontederiae, от которых отличается строением конечностей и одноцветной окраской
.
Вид был впервые описан в 1988 году американскими зоологами Воном Кимом и Лауренсом Абелем (Kim W., Abele L. G., Department of Biological Science, Florida State University, Tallahassee, Флорида, США). Видовое название производное от латинского слова «firmus» (сильный) по причине сильно развитого коготка клещней.